# Neuratelia flexa
Neuratelia flexa är en tvåvingeart som beskrevs av Van Duzee 1928. Neuratelia flexa ingår i släktet Neuratelia och familjen svampmyggor.
Artens utbredningsområde är Kalifornien. Inga underarter finns listade i Catalogue of Life.